# Grotta di Sant'Angelo

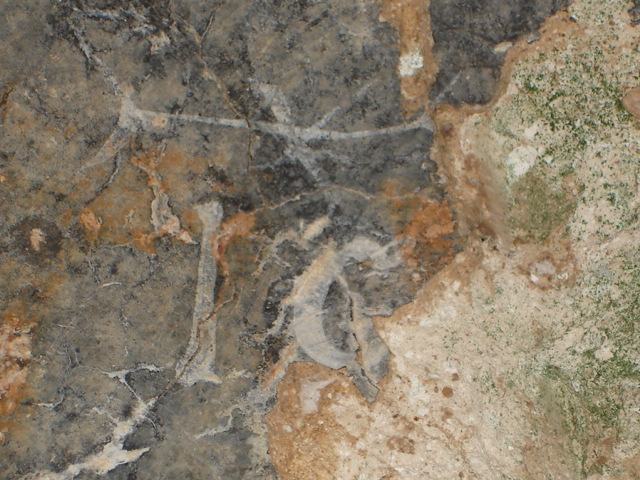
monogramma di Gesù Cristo

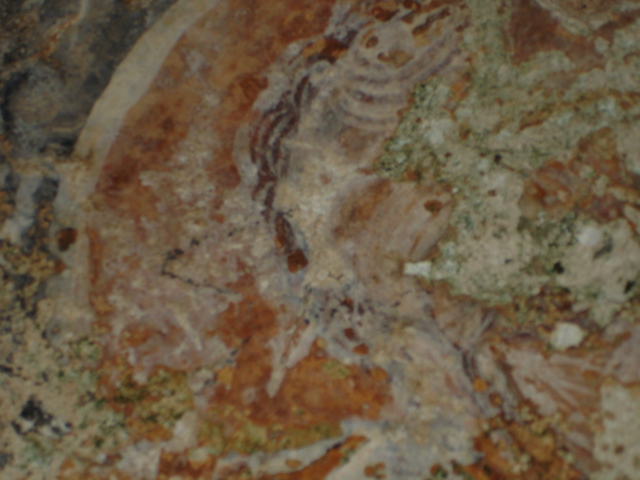
Parte dell'affresco nella grotta

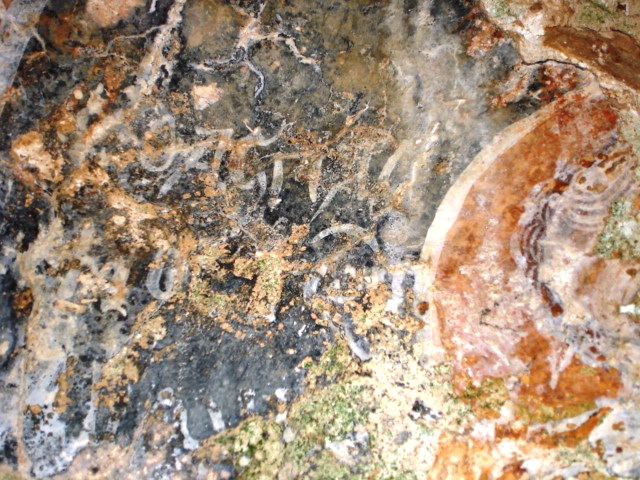
Parte dell'affresco nella grotta

La grotta di Sant'Angelo (in dialetto stilese: Grutta e Sant'Angialu) o Laura Sant'Angelo, che nel catasto è siglata come Cb380 è una grotta posta sul Monte Consolino, nella Vallata dello Stilaro in Calabria, nel comune di Stilo.

## Descrizione
Si colloca a un'altezza di 385 metri, è profonda 4,5 metri con uno sviluppo spaziale di 7 metri e un dislivello massimo di 4,5 metri.

## Storia
La grotta di Sant'Angelo è una piccola grotta utilizzata in passato come laura monastica dai monaci bizantini di religione ortodossa.
È caratterizzata da un affresco con i santi Cosma e Damiano, secondo l'Orsi, per altri invece sono San Pietro e San Paolo abbracciati sotto la benedizione del cristo; e accanto il monogramma IC XC, ovvero Jesus Christòs.
Il professor Luigi Cunsolo testimonia anche la presenza di due medaglioni affrescati con i santi Cosma e Damiano e San Sebastiano ad oggi rubati.
Nel 2010 è stata eseguita l'indagine speleologica Sulle tracce dei monaci basiliani dal Centro regionale di Speleologia "Enzo dei Medici" della Calabria e dal Club Alpino Italiano, Sezione Aspromonte.

## Cultura di massa
- Viene ricordata da Tommaso Campanella nel sonetto Sovra il monte di Stilo[2].